# Życzenie (psychoanaliza)
Życzenie (niem. Wunsch) – pobudka psychiczna, będąca przyczyną różnorodnych aktów psychicznych (np. działania, czynności pomyłkowe, objawy nerwicowe, marzenia senne). 
Życzenie może być świadome lub nieświadome. Nieświadomość życzenia będzie polegała na uniemożliwieniu mu dotarcia do przedświadomości, która ma dostęp do aparatu ruchowego, a co za tym idzie, nieświadomość życzenia skutkuje niemożliwością jego zrealizowania. Kardynalną tezą Freuda (twórcy psychoanalizy) było stwierdzenie, że życzenie, które jest nieświadome nie ginie, ale ciągle aktywnie poszukuje dróg spełnienia. 
Spełnienie życzenia polega na ustanowieniu identyczności spostrzeżeniowej - sytuacji gdy aktualna percepcja jest identyczna ze wspomnieniem percepcji skojarzonej z wcześniejszym zaspokojeniem potrzeby.
Spełnienie życzenia może przebiegać na dwa różne sposoby:
1. na drodze regresji i silnego obsadzenia przechowywanego w pamięci spostrzeżenia, dzięki czemu uzyskuje ono żywość aktu percepcji. Skutkiem tego jest halucynacja - percepcja niemająca źródła w rzeczywistości. Ta droga spełnienia życzenia została jednak zamknięta w momencie zaistnienia wyparcia pierwotnego i występuje wyłącznie w psychozach (gdzie wyparcie pierwotne nie zaistniało) oraz w czasie snu.
2. na drodze prób ustanowienia tej identyczności spostrzeżeniowej na drodze działań motorycznych zmierzających do powtórzenia percepcji identycznej ze wspomnieniem innej percepcji, która została wcześniej skojarzona z zaspokojeniem potrzeby.

Właściwą metodą spełnienia określonego w punkcie 1 jest halucynacja, natomiast określonego w punkcie 2 jest myślenie.